# Ramsbergs landskommun
Ramsbergs landskommun var en tidigare kommun i Örebro län. 

## Administrativ historik
Den bildades när 1862 års kommunalförordningar trädde i kraft i Ramsbergs socken i Lindes och Ramsbergs bergslag. 
Kommunen påverkades inte av kommunreformen 1952 utan förblev en enhet ända fram till kommunreformen 1971, då den införlivades med den nybildade Lindesbergs kommun. 1963 överfördes ett område kring Malingsbo-Kloten med 3 invånare och en areal på 2,01 kvadratkilometer från Söderbärke landskommun i Dalarna till Ramsbergs landskommun där området samtidigt bytte länstillhörighet. 
Kommunkoden 1952-1970 var 1821.

### Kyrklig tillhörighet
I kyrkligt hänseende tillhörde kommunen Ramsbergs församling.

## Geografi
Ramsbergs landskommun omfattade den 1 januari 1952 en areal av 510,37 km², varav 468,07 km² land. Efter nymätningar och arealberäkningar färdiga den 1 januari 1960 omfattade landskommunen den 1 november 1960 en areal av 514,12 km², varav 474,59 km² land.

### Tätorter i kommunen 1960
| Tätort   | Folkmängd |
| -------- | --------- |
| Stråssa  | 587       |
| Ramsberg | 416       |

Tätortsgraden i kommunen var den 1 november 1960 31,7 procent.

## Politik

### Mandatfördelning i valen 1938-1966
| 16 | 6 | 2 |  |

| 24 |

| 15 | 5 | 2 | 3 |

| 24 |

| 14 | 7 | 3 |  |

| 23 |

| 14 | 6 | 4 |  |

| 22 |

| 14 | 6 | 4 |  |

| 22 |

| 13 | 7 | 3 | 2 |

| 22 |

| 15 | 6 | 3 |  |

| 22 |

| 13 | 7 | 3 |  |  |

| 23 |